# METAR
METAR – format kodowanego raportu o pogodzie używany w meteorologii lotniczej i prognozie pogody. METAR jest akronimem od ang. Meteorological Aerodrome Report. Zazwyczaj METAR-y są wysyłane co godzinę przez stacje cywilne, natomiast stacje wojskowe wysyłają klucz METAR co 30 minut. Typowy METAR zawiera informację o temperaturze, ciśnieniu, temperaturze punktu rosy, sile i kierunku wiatru, opadzie, pokrywie chmur, wysokości podstawy chmur, widzialności, lecz może zawierać też inne informacje (np. stan dróg startowych).

## Postać komunikatu
Depesza METAR ma postać:
```
CCCC YYGGggZ dddff VVVV WW NNNhhh TT/TdTd PhPhPhPh
```

Gdzie:
- CCCC – oznaczenie lotniska kodem ICAO
- YYGGggZ – dzień miesiąca i czas obserwacji w godzinach i minutach (czas UTC)
- dddff – wiatr kierunek i prędkość
- VVVV – widzialność w metrach
- WW – zjawiska atmosferyczne
- NNN – Wielkość zachmurzenia (oznaczenie zachmurzenia)
- hhh - wysokość podstawy chmur w setkach stóp (ft)
- TT – temperatura
- TdTd – temperatura punktu rosy
- PhPhPhPh – ciśnienie atmosferyczne

### Oznaczenia zjawisk atmosferycznych
W miejscu przeznaczonym dla zjawisk atmosferycznych mogą wystąpić oznaczenia:
| Opady | Opady                | Zjawiska zmniejszające widzialność | Zjawiska zmniejszające widzialność | Inne zjawiska | Inne zjawiska                          |
| ----- | -------------------- | ---------------------------------- | ---------------------------------- | ------------- | -------------------------------------- |
| DZ    | mżawka               | BR                                 | zamglenie                          | SQ            | nawałnica                              |
| RA    | deszcz               | FG                                 | mgła                               | FC            | trąba powietrzna/wodna                 |
| SN    | śnieg                | FU                                 | dym                                | DS            | burza pyłowa                           |
| SG    | śnieg ziarnisty      | VA                                 | popiół wulkaniczny                 | PO            | silnie rozwinięte wiry pyłowe/piaskowe |
| IC    | słupki lodowe        | SA                                 | piasek                             | SS            | burza piaskowa                         |
| GR    | grad                 | HZ                                 | zmętnienie                         |               |                                        |
| PL    | deszcz lodowy        | DU                                 | pył                                |               |                                        |
| GS    | krupa śnieżna/lodowa |                                    |                                    |               |                                        |

1. ↑  Dawniej „PE”[1].

Przed oznaczeniem zjawiska może wystąpić symbol + lub −, określający jego intensywność. Litery VC poprzedzające symbol oznaczają, że zjawisko występuje w pobliżu miejsca obserwacji.
Oznaczenie zjawiska może być także poprzedzone dodatkowym opisem:
- MI – niska
- SH – opad przelotny
- BC – płaty
- TS – burza
- DR – zamieć przyziemna
- BL – zawieja

Może też wystąpić symbol NSW, oznaczający brak występowania istotnych zjawisk.

### Oznaczenia zachmurzenia
Trzy litery oznaczają intensywność zachmurzenia:
- SKC – 0/8
- FEW – 1/8–2/8
- SCT – 3/8–4/8
- BKN – 5/8–7/8
- OVC – 8/8

Następująca po nich liczba oznacza wysokość podstawy chmur. Po wysokości wystąpić może oznaczenie rodzaju chmur konwekcyjnych, przykładowo CB oznacza cumulonimbus.
Oznaczenie zachmurzenia może powtarzać się kilkukrotnie, w celu oznaczenia różnych intensywności na różnych wysokościach.

## Przykładowe depesze
Znaczenie przykładowych depesz METAR dla lotnisk na podstawie Tabeli Kodów do Depesz Meteorologicznych dla Lotnictwa:
EPPO 242030Z 07013KT 9999 OVC010 M03/M04 Q1027
- EPPO – wyniki obserwacji dla portu lotniczego Poznań-Ławica,
- 242030Z – w 24. dniu bieżącego miesiąca wykonanej o 20.30 czasu UTC
- 07013KT – wiatr wieje z kierunku 70°, z prędkością 13 węzłów,
- 9999 – widzialność powyżej 10 km,
- OVC010 – całkowite zachmurzenie z podstawą chmur 1000 stóp nad terenem,
- M03/M04 – temperatura −3 °C, temperatura punktu rosy −4 °C,
- Q1027 – ciśnienie zredukowane do poziomiu morza w miejscu obserwacji: 1027 hPa.

EPWA 061400Z 27006KT 240V300 CAVOK 08/05 Q1009 NOSIG
- EPWA – wyniki obserwacji dla lotniska Chopina w Warszawie
- 061400Z – w 6. dniu bieżącego miesiąca wykonanej o 14.00 czasu UTC,
- 27006KT – wiatr wieje z kierunku 270° z prędkością 6 węzłów,
- 240V300 – skrajne wartości kierunku wiatru od 240° do 300°,
- CAVOK – cloud and visibility OK – brak chmur i dobra widzialność = widzialność 10 km lub więcej, brak chmur poniżej 1500 m, brak chmur CB (Cumulonimbus, chmur kłębiastych deszczowych) i TCU (towering cumulus, wypiętrzonych chmur kłębiastych), brak opadów, burz, itp.,
- 08/05 – temperatura 8 °C, temperatura punktu rosy 5 °C,
- Q1009 – ciśnienie na poziomie morza w miejscu obserwacji 1009 hPa;
- NOSIG – no significant (weather trend) – prognoza: brak przewidywanych znaczących zmian pogody w ciągu najbliższych 2 godz.